# Ромни, Дейв
Де́йвид Ро́мни (англ. David Romney; 12 июня 1993) — американский футболист, центральный защитник клуба «Нью-Инглэнд Революшн».

## Биография

### Молодёжная карьера
Во время обучения в Университете Сан-Франциско в 2011—2014 годах Ромни играл за университетскую футбольную команду в Национальной ассоциации студенческого спорта.

### Клубная карьера
Ромни был заявлен на Супердрафт MLS 2015, но остался невыбранным.
Ромни подписал контракт с клубом USL «Лос-Анджелес Гэлакси II» перед началом сезона 2015. Его профессиональный дебют состоялся 11 апреля 2015 года в матче против «Сакраменто Рипаблик». 18 июня 2015 года в матче против «Ориндж Каунти Блюз» забил свой первый гол в профессиональной карьере.
Ромни был взят в аренду первой командой «Лос-Анджелес Гэлакси» на один матч — против «Хьюстон Динамо» 25 июля 2015 года, в котором вышел на позиции левого защитника. 5 августа 2015 года «Лос-Анджелес Гэлакси» подписал с Ромни постоянный контракт. 14 июня 2016 года в матче Открытого кубка США против любительского клуба «Ла-Макина» он забил свой первый гол за «Гэлакси». Свой первый гол в MLS забил 18 марта 2017 года в матче против «Реал Солт-Лейк». По окончании сезона 2018 контракт Ромни с «Лос-Анджелес Гэлакси» истёк, но 10 января 2019 года клуб переподписал контракт с игроком.
12 ноября 2019 года Ромни был приобретён клубом-новичком MLS «Нэшвилл» за $225 тыс. в общих распределительных средствах с возможной доплатой ещё $50 тыс. в зависимости от достижения им определённых показателей. 29 февраля 2020 года он участвовал в дебютном матче новой франшизы в лиге, соперником в котором была «Атланта Юнайтед». 26 августа 2020 года в матче против «Орландо Сити» забил свой первый гол за «Нэшвилл».
5 января 2023 года Ромни перешёл в «Нью-Инглэнд Революшн» за $525 тыс. в общих распределительных средствах. 18 января 2023 года он подписал с клубом новый двухлетний контракт до конца сезона 2024 с опцией продления на сезон 2025. За «Революшн» он дебютировал 25 февраля 2023 года в матче стартового тура сезона против «Шарлотта». 25 апреля 2023 года в матче Открытого кубка США против «Хартфорд Атлетик» забил свой первый гол за «Нью-Инглэнд».

### Международная карьера
9 ноября 2015 года Ромни был вызван в сборную США до 23 лет на товарищеские матчи со сверстниками из Бразилии 11 и 15 ноября: в первом матче не был задействован, оставшись на скамейке запасных, во втором матче вышел в стартовом составе на позиции левого защитника.

### Личная информация
Дейв Ромни — дальний родственник кандидата в президенты США на выборах 2012 года от Республиканской партии Митта Ромни.

## Статистика
| Выступление             | Выступление      | Выступление      | Лига | Лига | Плей-офф | Плей-офф | Кубок | Кубок | Континент | Континент | Итого | Итого |
| Клуб                    | Лига             | Сезон            | Игры | Голы | Игры     | Голы     | Игры  | Голы  | Игры      | Голы      | Игры  | Голы  |
| ----------------------- | ---------------- | ---------------- | ---- | ---- | -------- | -------- | ----- | ----- | --------- | --------- | ----- | ----- |
| Лос-Анджелес Гэлакси II | USLC             | 2015             | 17   | 1    | —        | —        | 1     | 0     | —         | —         | 18    | 1     |
| Лос-Анджелес Гэлакси II | USLC             | 2016             | 7    | 1    | —        | —        | —     | —     | —         | —         | 7     | 1     |
| Лос-Анджелес Гэлакси II | USLC             | 2019             | 2    | 0    | —        | —        | —     | —     | —         | —         | 2     | 0     |
| Лос-Анджелес Гэлакси II | Итого            | Итого            | 26   | 2    | —        | —        | 1     | 0     | —         | —         | 27    | 2     |
| Лос-Анджелес Гэлакси    | MLS              | 2015             | 5    | 0    | 0        | 0        | —     | —     | 4         | 0         | 9     | 0     |
| Лос-Анджелес Гэлакси    | MLS              | 2016             | 10   | 0    | 0        | 0        | 4     | 1     | 1         | 0         | 15    | 1     |
| Лос-Анджелес Гэлакси    | MLS              | 2017             | 29   | 2    | —        | —        | 3     | 0     | —         | —         | 32    | 2     |
| Лос-Анджелес Гэлакси    | MLS              | 2018             | 28   | 1    | —        | —        | 2     | 0     | —         | —         | 30    | 1     |
| Лос-Анджелес Гэлакси    | MLS              | 2019             | 12   | 0    | 2        | 0        | 2     | 0     | —         | —         | 16    | 0     |
| Лос-Анджелес Гэлакси    | Итого            | Итого            | 84   | 3    | 2        | 0        | 11    | 1     | 5         | 0         | 102   | 4     |
| Нэшвилл                 | MLS              | 2020             | 23   | 1    | 3        | 0        | —     | —     | —         | —         | 26    | 1     |
| Нэшвилл                 | MLS              | 2021             | 33   | 0    | 0        | 0        | —     | —     | —         | —         | 33    | 0     |
| Нэшвилл                 | MLS              | 2022             | 31   | 3    | 1        | 0        | 3     | 0     | 1         | 0         | 36    | 3     |
| Нэшвилл                 | Итого            | Итого            | 87   | 4    | 4        | 0        | 3     | 0     | 1         | 0         | 95    | 4     |
| Нью-Инглэнд Революшн    | MLS              | 2023             | 34   | 1    | 2        | 0        | 2     | 1     | 4         | 0         | 42    | 2     |
| Нью-Инглэнд Революшн    | MLS              | 2024             | 17   | 0    | —        | —        | —     | —     | 8         | 0         | 25    | 0     |
| Нью-Инглэнд Революшн    | Итого            | Итого            | 51   | 1    | 2        | 0        | 2     | 1     | 12        | 0         | 67    | 2     |
| Всего за карьеру        | Всего за карьеру | Всего за карьеру | 248  | 10   | 8        | 0        | 17    | 2     | 18        | 0         | 291   | 12    |